# Daniel Zwicker
Daniel Zwicker (* 22. Januar 1612 in Danzig; † 10. November 1678 in Amsterdam) war ein deutscher Mediziner und Autor sozinianischer theologischer Schriften.

## Leben und Werk
Zwicker wurde 1612 als Sohn von Friedrich Zwicker, der als lutherischer Pfarrer an der Danziger Bartholomäuskirche arbeitete, geboren. Im Jahr 1629 nahm er ein Studium der Medizin an der Universität Königsberg auf. 1639 promovierte er schließlich an der niederländischen Universität Leiden. In seiner Studienzeit kam er erstmals in Kontakt mit Vertretern des Unitarismus und der niederländischen Remonstranten und übernahm schließlich die sozinianische Theologie. Nach seiner Promotion kehrte Zwicker nach Danzig zurück, wo er unter anderem mit dem unitarischen Theologen Martin Ruarus, der seit 1631 in Danzig lebte, in Kontakt kam. Literarisch setzte er sich in dieser Zeit auch mit Vertretern der lutherischen Orthodoxie wie Johann Botsack und Abraham Calov auseinander und behauptete hierbei seine antitrinitarischen und theologisch-rationalistischen Anschauungen. Im Jahr 1643 musste Zwicker Danzig jedoch wieder verlassen, als er mit anderen Unitariern aus der Stadt ausgewiesen wurde. Er siedelte sich schließlich im nahen Straszyn (Straschin) an. Nachdem er bereits zuvor in Danzig auch auf hutterische Missionare getroffen war, begab er sich um 1650 auf eine Studienreise in die Slowakei, wo er einige Zeit auf dem von Andreas Ehrenpreis geleiteten Bruderhof in Sobotište (deutsch: Sobotischt, auch Freischütz) verbrachte. Zwicker befürwortete den von den Täufern vertretenen theologisch begründeten Pazifismus und die kommunitäre Lebensweise der Hutterer. Zwicker negierte zudem die Menschwerdung Gottes sowie die Präexistenz Christi. Konfessionsgeschichtlich sprach er sich schon früh für eine Überwindung konfessioneller Unterschiede aus und sah die unterschiedlichen christlichen Bekenntnisse als integrierende Bestandtheile einer christlichen Gesamtkirche. Zwicker verfasste in den folgenden Jahren eine Reihe theologischer Schriften in deutscher, lateinischer und niederländischer/flämischer Sprache. Nach Beginn der polnischen Gegenreformation und Rekatholisierung ging er 1657 ins Exil in die Niederlande, wo er schließlich ein Jahr später in Amsterdam verstarb.